# Aigueblanche
Aigueblanche foi uma comuna francesa na região administrativa de Auvérnia-Ródano-Alpes, no departamento da Saboia. Estendia-se por uma área de 19.67 km². Em 2010 a comuna tinha 3 929 habitantes (densidade: 2 hab./km²).
Em 1 de janeiro de 2019, foi incorporada à nova comuna de Grand-Aigueblanche.